# Neratovice (stacja kolejowa)
Neratovice – stacja kolejowa w Neratovicach, w kraju środkowoczeskim, w Czechach. Jest ważnym węzłem kolejowym o znaczeniu regionalnym. Znajduje się na wysokości 165 m n.p.m.
Jest zarządzana przez Správę železnic. Na stacji znajdują się kasy biletowe, na których istnieje możliwość zakupu biletów na wszystkie pociągi w tym międzynarodowe oraz rezerwacji miejsc.

## Linie kolejowe
- 070 Praha - Turnov
- 074 Čelákovice - Neratovice
- 092 Neratovice - Kralupy nad Vltavou